# The Cross Movement
The Cross Movement é um grupo de hip hop cristão de Filadélfia, Pensilvânia fundado em 1996

## Ministério
O The Cross Movement tem três componentes distintos e separados homônimos que compõem o seu ministério. O primeiro componente é o grupo de hip hop cristão conhecido como The Cross Movement (CM), que é actualmente composta de quatro rappers solo: The Ambassador (William Branch), The Tonic (John Wells), Phanatik (Brady Goodwin) e Tru-Life (Virgil Byrd). O CM também freqüentemente colabora com o disc jockey cristã, DJ Oficial. Nisso o CM foi a de traduzir a teologia bíblica e cristã na música rap usando as mesmas letras hiper-agressivo, riffs amostrados orquestral, aliteração, e entrega virtuoso de muitos rappers underground sem a auto-engrandecimento e letras violentas, ou as imagens estereotipadas materialista associado com muitos rappers. O segundo componente do Movimento da Cruz é a gravadora, Cross Movement Records (CMR), que é responsável pela produção e comercialização dos álbuns do CM, álbuns de seus membros individuais de solo, e outros artistas de hip hop cristão como Da 'TRUTH e outros. O terceiro aspecto do Movimento da Cruz é a incorporação, não do grupo sem fins lucrativos chamada Cross Movement Ministries (CMM), que visa usar formas criativas para espalhar a mensagem do evangelho cristão dentro da cultura hip hop.

## Nomenclatura
Desde a sua criação, o CM optou por definir-se como a divisão de cristãos ou sagrado da cultura hip hop em oposição ao hip hop ou rap divisão de cultura cristã. Dentro do gênero de música rap, existem vários subgêneros como gangsta rap, conscious rap, old school rap, crunk, e reggaeton, mas tudo cai sob a rubrica de rap e, por extensão, hip hop. Na escolha para definir sua música como sendo simplesmente um subgênero - ou seja, o subgênero rap cristão - da cultura Hip Hop, o CM tentativas de "keep it real", a fim de manter a validade necessária para influenciar os membros da cultura hip hop que podem ou não podem ser cristãos. No seu comunicado de 2003, Santo Cultura, o CM declarou seu raciocínio baseia-se em uma passagem da Bíblia em que Jesus disse a Deus:
| “ | «Minha oração não é que você tirá-los do mundo, mas que você protegê-los do mal. Eles não são do mundo, assim como eu não sou disso. Santifica-os na verdade, a tua palavra é a verdade. Como tu me enviaste ao mundo, eu os enviei ao mundo. Para eles eu me santifico, para que também eles possam ser verdadeiramente santificados.» (João 17:15–19) | ” |

Como a palavra significa santificado "para separar", a interpretação mantido pela CM é que eles são instruídos por Jesus para continuar a ser uma parte da cultura hip hop ao ser separado da maioria dos seguidores da cultura hip hop a fim de influenciar -lo de dentro de conformidade com os costumes ea moral pregada pelos seguidores de Cristo. A aceitação dessa interpretação foi misto, no entanto. Apesar de sua pretensão de ser uma parte da cultura hip hop, o MC tem encontrado mais lentamente admissão, embora não total, na comunidade cristã do que na comunidade hip hop secular como a maioria dos seus shows são realizados em igrejas ou igreja patrocinados eventos, em oposição aos locais de encontro secular. Em 2006, o CM recebeu uma indicação ao Grammy para "Best Rock Gospel Album". Por oposição a qualquer das hip hop tradicional ou categorias de rap. Além disso, o CM tem, em geral só foi reconhecida em Christian e prêmios Evangelho mostra como a Dove Awards ou Stellar Awards, ao contrário do hip-hop só mostra como a atribuição dos Prémios de origem ou do Vibe Awards.

## The Ambassador
Um graduado de Dallas Theological Seminary, William "Duce" Branch (The Ambassador) é o co-plantador da Epifania do Clube, na Filadélfia, PA. Ele já percorreu mundialmente como um artista solo e com o Movimento da Cruz e foi coberto por meios de comunicação tão diversas como a Time Magazine, CCM Magazine, VIBE, The Source, Billboard e The Washington Post, Philadelphia Inquirer e muito mais. Ele também serviu como o presidente da organização sem fins lucrativos Cross Movement Ministries e ministrou o evangelho através do rap e pregação por quase 15 anos. Com um compromisso apaixonado para o reino de Cristo, bem como uma firme convicção de que a fé deve se integrar com a cultura, o embaixador se tornou conhecido por sua devoção a anunciar Jesus Cristo aos contextos urbanos, e através de meios urbanos.
Com base no sucesso do seu projeto solo sophomore "A tese" e seu Grammy e indicado Stellar história com o lançamento do grupo The Cross Movement, The Ambassador segue com a Chop Chop-um álbum com produção cativante por JR, Jornal, Stone Tony e HOTHANDZ encimado com uma mensagem de intransigente que irão desafiar os ouvintes, enquanto expondo a autenticidade ea supremacia de Deus.
"The Chop Chop: From Milk à carne" é tanto um convite e uma exortação do Grammy, GMA Dove e Stellar nomeado artista para reanimar os que estão com fome de verdade e determinado para amadurecer. "A tendência atual em nossa cultura e, infelizmente, na igreja é" dumb down "quase tudo. Algumas coisas exigem um pouco mais de intensidade, compromisso e grind e nossa fé é certamente uma daquelas jóias, "[carece de fontes?] Afirma o embaixador.
Com participações especiais de Lecrae, Trip Lee, Da 'TRUTH e Stephen, o levita, The Chop Chop chama todos os ouvintes a tomar o peso de carne de verdade de Deus e "chop it up", mastigá-lo até que se torne uma parte deles.
Seguindo o single "Gimme Dat!," The Chop Chop tem sido chamado de "um projecto que é acionado em todos os cilindros." Já abraçou por emissoras de rádio evangélica, O Embaixador, mais recentemente executadas "Gimme Dat!" On "TBN's Praise The Lord", e está programado para aparecer na TV1, "O Evangelho de Música com Jeff Majors" e "INSP do Masters Mixx Lounge.

## Discografia
Heaven's Mentality (1997)
House of Representatives (1998)
Human Emergency (2000)
Holy Culture (2003)
Higher Definition (2005)
HIStory: Our Place In His Story (2007)

## Coletâneas
Gift Rap (2004)
WhyHipHop? (2005)
WhyHipHop? 2K6 (2006)